# Франческо Донато
Франческо Донато (на италиански: Francesco Donato, на венецианското наречие Francesco Donà) е 79–ти венециански дож от 1545 до смъртта си през 1553 г.

## Биография
Франческо Дона, както звучи оригиналното му име на венецианското наречие, е от патрицианския род Дона и е син на Алвизе Дона и Камила Леон. Умел дипломат и юрист, той се отличава с големи качества още в младостта си, когато следва класическа литература.
Избран е за дож на 24 ноември 1545 г. вече в доста напреднала възраст.
През 1550 г., болен,той на няколко пъти се опитва безуспешно да абдикира, но Съветът не му позволява. Умира на 23 май 1553 г. и е единственият дож, погребан извън Венеция.